# ISO 3166-2:LR
ISO 3166-2 - Données pour le Liberia.

## Comtés (15)
| Code  | Comté            |
| ----- | ---------------- |
| LR-BM | Bomi             |
| LR-BG | Bong             |
| LR-GP | Gbarpolu         |
| LR-GB | Grand Bassa      |
| LR-CM | Grand Cape Mount |
| LR-GG | Grand Gedeh      |
| LR-GK | Grand Kru        |
| LR-LO | Lofa             |
| LR-MG | Margibi          |
| LR-MY | Maryland         |
| LR-MO | Montserrado      |
| LR-NI | Nimba            |
| LR-RI | Rivercess        |
| LR-RG | River Gee        |
| LR-SI | Sinoe            |